# Хасанова, Матрёна Перфильевна
Матрёна Перфильевна Хасанова (25 июля 1918 — 2003 год) — передовик советского сельского хозяйства, телятница совхоза «Новосибирский» Новосибирского района Новосибирская область, Герой Социалистического Труда (1966).

## Биография
Родилась в 1918 году в селе Кривое Кривинской волости Барнаульского уезда Алтайской губернии.
Получила начальное образование и в 1933 году вместе с семьёй переехала в посёлок Степной Новосибирского района. Прошла обучение на курсах телятниц и начала работать с группой из 30 голов телят в совхозе «Новосибирский».
Вышла замуж и переехала в город Новосибирск где некоторое время работала в типографии. В 1947 году снова вернулась в совхоз и приняла телятник-профилакторий. В сложных условиях добивалась привеса телят в среднем по 900 граммов в день. К 1966 году она вырастила 4500 телят.
Указом Президиума Верховного Совета СССР от 22 марта 1966 года за получение высоких показателей в сельском хозяйстве и рекордные показатели в животноводстве Матрёне Перфильевне Хасановой было присвоено звание Героя Социалистического Труда с вручением ордена Ленина и медали «Серп и Молот».
Продолжала трудиться в хозяйстве, показывала высокие производственные результаты. С 1970 года на пенсии. Неоднократно избиралась депутатом Кубовинского сельского Совета, Новосибирского районного и Новосибирского областного Советов.
Последние годы жизни проживала в Новосибирске. Умерла в 2003 году.

## Награды
За трудовые успехи была удостоена:
- золотая звезда «Серп и Молот» (22.03.1966)
- орден Ленина (22.03.1966)
- другие медали.